# Palau de la Generalitat
Palau de la Generalitat de Catalunya er hovedsæde for Generalitat de Catalunya, Cataloniens regering. Bygningen ligger ved Plaça de Sant Jaume i Barcelona. I middelalderen holdt Diputació de la Generalitat (parlamentet Corts Catalanes) til her. De kom sammen før første gang i 1283. Bygningen er blevet ændret gennem århundrederne. Muren, som vender ud mod gaden Carrer de Sant Honorat, er en påmindelse om hvordan, bygningen oprindelig så ud.
Lige over for Palau de la Generalitat, på den anden side af pladsen, ligger rådhuset, hvor Barcelonas bystyre holder til.

## Galleri
- Carilló
- Pati dels Tarongers
- Patio
- Palau
- Main view
- Saint George
- Gargoile

41°22′58″N 2°10′36″Ø / 41.3828°N 2.1767°Ø